# 創建 (大阪市中央区)
株式会社創建（そうけん）は、御堂筋沿いに面した大阪市中央区淡路町に本社を置く会社である。以下の事業を行っている。
- 建売住宅・マンション等の販売
- オフィスビル商業施設等の賃貸
- 建築総合請負
- 設計管理に関する業務

## 概要
これまでの代表的な分譲地としては、三世代共生の街「ルナ∞ヴィータ」（一戸建て87戸、マンション258戸、老人ホーム98室）があげられ、そのコンセプトについては、これからの分譲事業へのあり方が示されている。一戸建て供給実績6,384戸、マンション供給実績3,257戸(2019年3月現在)。
創建グループの木の城たいせつでは、2019年3月15日に「ジャパン・レジリエンス・アワード（強靱化大賞）2019」の準グランプリ「国土強靱化担当大臣賞」を「地震被害神社の建て替え、寄贈による地域復興プロジェクト」で受賞した。
2023年5月外壁塗装の新サービス「創建ペイント」の提供を開始。

## 主な営業所
- 本社 - 大阪府大阪市中央区淡路町3丁目5番13号 創建御堂筋ビル5階[1]
- 東京支店 - 東京都千代田区神田須田町1丁目16番5号 ヒューリック神田ビル6階[1]

## 取引金融機関など
都市銀行であるみずほ銀行、三菱UFJ銀行、三井住友銀行、りそな銀行を含む、36金融機関を取引金融機関としている。
都市銀行以外の取引金融機関や主要取引先については、公式サイトの会社概要に記載がある。

## 報道
2016年（平成28年）に、「西宮こしき岩アスベスト裁判原告団」38名により、株式会社創建、解体工事を実施した建設会社、西宮市の３者を被告として、2013年6月から10か月間にわたり実施された夙川学院短期大学こしき岩キャンパス跡地での校舎の解体工事により周辺にアスベストが飛散した問題の全容解明と、責任を求めるための損害賠償請求訴訟を提起された。
2019年4月16日の神戸地裁判決では、原告住民への損害賠償は棄却した。杜撰な解体でアスベストが飛散したことを認め、監督責任のある西宮市の怠慢を批判した。解体した建設会社については、基準通りに工事を行わなかったという違法行為があることは認めた。測定結果で具体的な数値が出ていないとして損害賠償は認められなかった。解体を依頼した創建については「改正前大気汚染防止法のもとでは、解体業者が工事に責任を持つことが前提」として、義務違反をみとめなかった。住民側は控訴を行わなかった。